# 竜田夏苗
竜田 夏苗（たつた かなえ、1992年7月21日 - ）は、日本の女子棒高跳選手。

## 経歴
大阪市立友渕中学校、近畿大学附属高等学校、武庫川女子大学を卒業し、日本発条所属。

## 主な成績

### 国際大会
- 2013年アジア陸上競技選手権大会 - 6位
- 2014年アジア室内陸上競技選手権大会 - 4位
- 2017年アジア陸上競技選手権大会 - 4位

### 国内大会
- 日本陸上競技選手権大会 - 2013,2015,2022年優勝